# Royal Athletic Park
Het Royal Athletic Park is een multifunctioneel stadion in Victoria, een stad in Canada. 
Het stadion wordt vooral gebruikt voor verschillende sporten, de baseballclub Victoria HarbourCats maakt gebruik van dit stadion. Het stadion werd tevens gebruikt voor het wereldkampioenschap voetbal onder 20 van 2007. Er werden 6 groepswedstrijden en een achtste finale gespeeld. In het stadion is plaats voor 3.800 toeschouwers. Het stadion werd geopend begin twintigste eeuw. Nadat er in 1967 een brand is geweest waarbij de oorspronkelijk tribunes afbrandden, werd het stadion herbouwd.